# Mortes em 2014
Esta é uma relação de pessoas notáveis que morreram durante o ano de 2014.